# Кхвэяй
Кхвэяй (тайск. แม่น้ำแควใหญ่, чит. «мэнамкхвэяй», букв. «большой приток», англ. Khwae Yai, Kwai) — река на северо-западе Таиланда. Получила мировую известность под искажённым названием Квай по фильму «Мост через реку Квай».
Суточные колебания уровня воды в реке достигают полутора метров. Длина реки — 380 км.

## Кинематограф и перемена названия
До 1960-х годов река считалась частью реки Мэкхлонг. В годы Второй мировой войны при сооружении японцами Тайско-Бирманской железной дороги у города Канчанабури через реку был построен силами военнопленных мост. История строительства моста легла в основу романа Пьера Буля «Мост через реку Квай», где место действия было перенесено на правый приток Мэклонга, реку Кхвэ (букв. «приток»), название которой оказалось искажено. Фильм, снятый по книге, принёс мосту всемирную славу (съёмки фильма были выполнены на Цейлоне).
Благодаря фильму мост стал важным местом притяжения туристов и паломников, и в туристской среде река стала широко известна под названием Квай. Таиландское правительство решило привести название реки в частичное соответствие с фильмом, переименовав реку Кхвэ в Кхуэной (букв. «малый приток»), а часть реки Мэкхлонг выше впадения последней переименовав в Кхвэяй (букв. «большой приток»).
На берегах этой реки проходили также съёмки такого известного фильма как «Охотник на оленей».

## Туризм
Река Квай — популярное место туризма. На берегу реки находится слоновая ферма, различного рода гостиницы, в том числе и плавучие, туристы также сплавляются по реке на плотах и на баржах. Экскурсия на реку включает также посещение железной дороги и термальных источников, находящихся близ реки.

## Гидроэнергетика
На реке Кхвэяй в настоящее время работают две гидроэлектростанции:
- Гидроэлектростанция Шринагариндра, названная в честь принцессы Шринагариндры, имеет мощность 720 МВт и среднегодовую выработку 1185 ГВт⋅ч. Водохранилищная плотина, сооружённая в 1980 году, образует водохранилище с предельной ёмкостью 17 745 млн м³. Среднегодовой сток воды в водохранилище составляет 4457 млн м³. Нормальный уровень воды 180 м над уровнем моря.
- Гидроэлектростанция Тхатхунгна имеет мощность 38 МВт и среднегодовую выработку 165 ГВт⋅ч. Водоподъёмная плотина, сооружённая в 1982 году, образует водохранилище с предельной ёмкостью 54,8 млн м³. Нормальный уровень воды 59,7 м над уровнем моря.

В 1970-х годах также разрабатывался проект плотины Намчон в верховьях реки с электростанцией мощностью 580 МВт. Водохранилище должно было бы затопить пространные территории преимущественно в провинции Так, которые служат местом жительства горным племенам каренов и монов. Из-за протестов общественности, вызванных опасениями разрушения экосистемы верховий реки и утери природного комплекса, который считается национальным достоянием, в 1988 году проект был положен на полку, хотя о его отмене правительство Таиланда не заявляло.

## Галерея

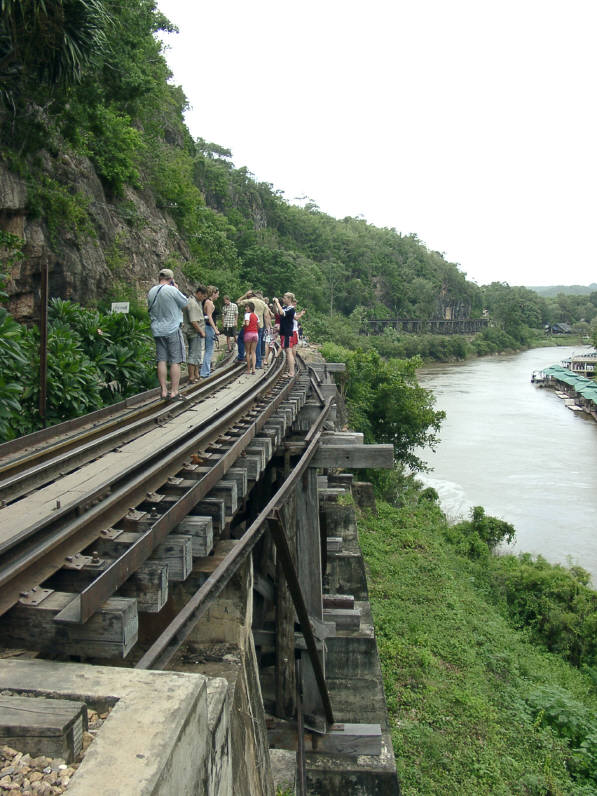
Железная дорога вдоль реки Кхвэной
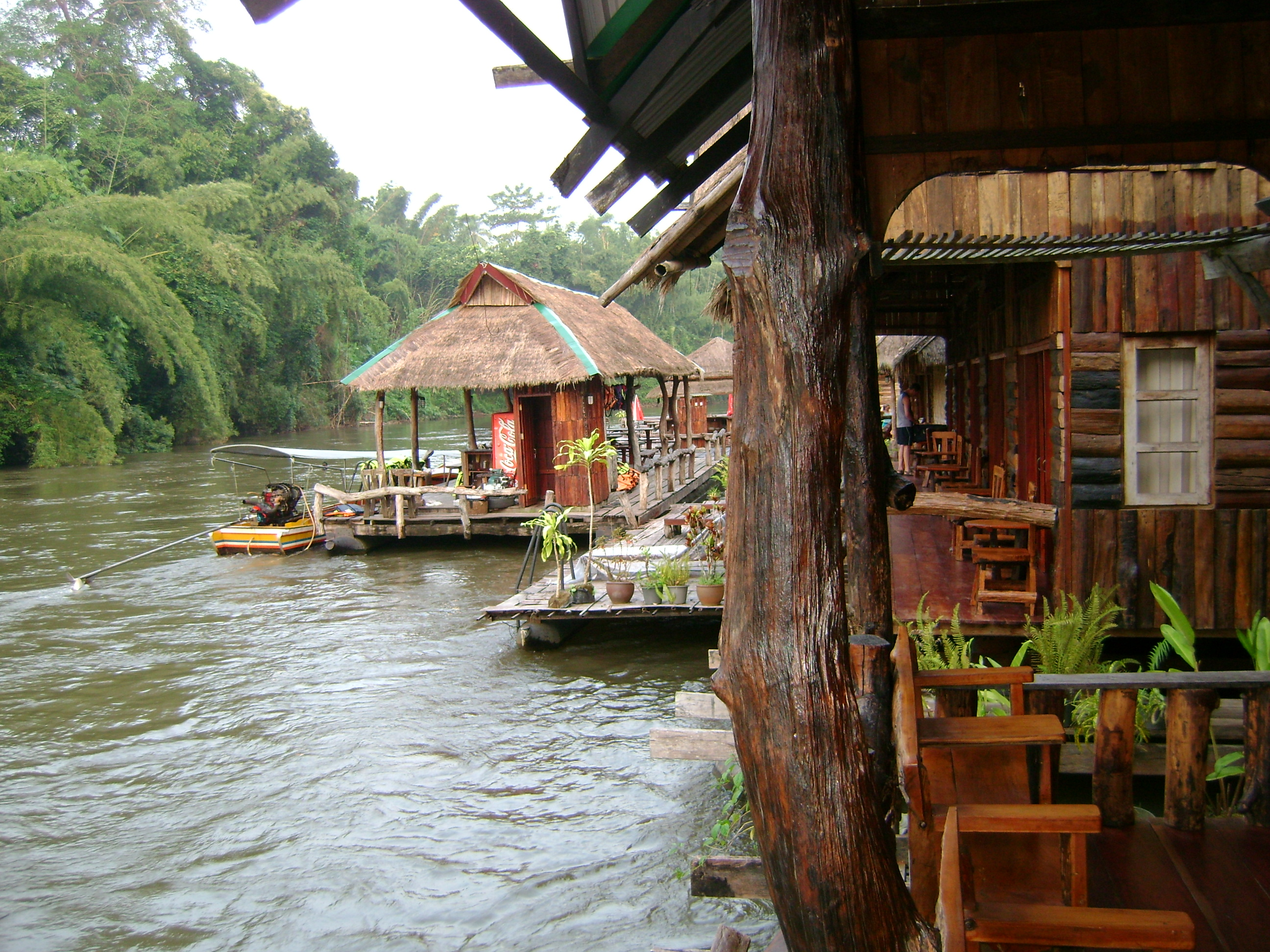
Гостиница на реке Квай